# Museo Torre Balldovina
El museo Torre Balldovina de Santa Coloma de Gramanet, en la comarca del Barcelonés, es un museo local pluridisciplinar que tiene por objetivo proteger, conservar, estudiar y difundir el patrimonio cultural y natural del territorio, colaborando con las entidades públicas y privadas de la ciudad. El Museo, que está integrado en la Red de Museos Locales de la Diputación de Barcelona, atiende las colecciones que componen su fondo y el patrimonio monumental de Santa Coloma conservado in situ.

## Edificio
El museo tiene su sede en la Torre Balldovina, un edificio que ha sufrido varias transformaciones con el tiempo: fue una torre de defensa en el siglo XI, un edificio de carácter agrícola en el siglo XIV, una casa solariega en el siglo XVIII y, finalmente, residencia de veraneo de la familia del escritor Josep Maria de Sagarra. En 1972 la torre fue adquirida por el Ayuntamiento y desde 1987 acoge el Museo Municipal y el Archivo Histórico de la ciudad.

## Historia del Museo
El museo tiene su origen en los primeros hallazgos hechos por Joan Palà y Ferran de Sagarra en 1902 de fragmentos de cerámica en la ladera de la colina del Pollo, que dieron lugar al descubrimiento del yacimiento del Puig Castellar. Los materiales arqueológicos encontrados en las excavaciones en el Puig Castellar en la década de 1950 y dipositados en el Centro Excursionista Puigcastellar o CEP, por un lado, y la cantidad de materiales de ciencias naturales recogidos por los miembros de la Sección de Estudios del CEP, por el otro, llevaron al Ayuntamiento a abrir las puertas del Museo Puig Castellar en 1974. La aportación de nuevas donaciones y el interés que el museo despertó entre la población de Santa Coloma hizo necesaria la creación de un nuevo museo que dispusiera de un espacio y unas instalaciones más adecuadas para la conservación de los materiales y la exposición al público. En 1982 el Ayuntamiento y los miembros del Museo Puig Castellar llegaron a un acuerdo para hacer un museo nuevo: el Museo Torre Balldovina. El museo se inauguró en 1987 y en 1995 amplió su oferta de servicios con una sala de actos y una aula-taller para el trabajo escolar.

## Fondo

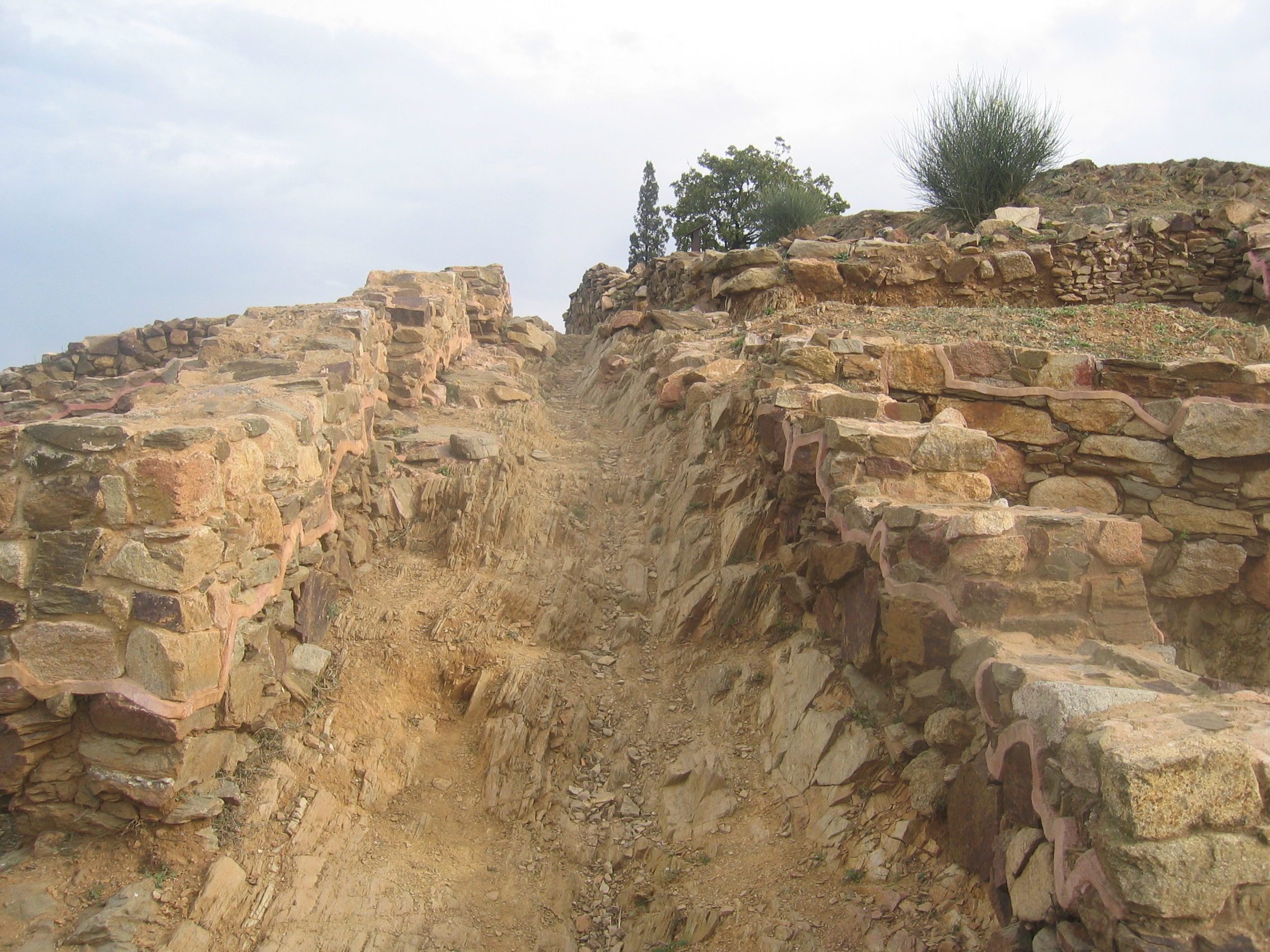
Poblado ibero del Puig Castellar

En las colecciones que conforman el actual fondo del Museo Torre Balldovina destacan especialmente los materiales arqueológicos iberos procedentes del poblado del Puig Castellar y del asentamiento de Can Calvet, los materiales medievales procedentes del molino d'en Ribé (un molino harinero del siglo XIV) y del Mas Fonollar, y los objetos que dan testimonio de la vida agrícola de la Santa Coloma rural. Su fondo comprende también una importante colección de historia natural, generada alrededor de la colección Castells, que incluye especímenes locales y foráneos de geología, paleontología, botánica y zoología. En los últimos años se ha iniciado, además, un fondo de arte vinculado a la programación de exposiciones temporales en la ciudad.

### Exposición permanente
La exposición de referencia, llamada Santa Coloma de Gramenet: la montaña, el río, la ciudad, refleja la historia y la continuidad del territorio de Santa Coloma y de su población, desde el asentamiento de los iberos en el Puig Castellar hasta la actualidad, y lo hace a partir de los tres elementos físicos básicos de la población: la montaña (Puig Castellar), el río (Besós) y la ciudad (Santa Coloma), cada uno de ellos vinculado al desarrollo de los distintos tiempos históricos de Santa Coloma.